# 新郷川俣関所

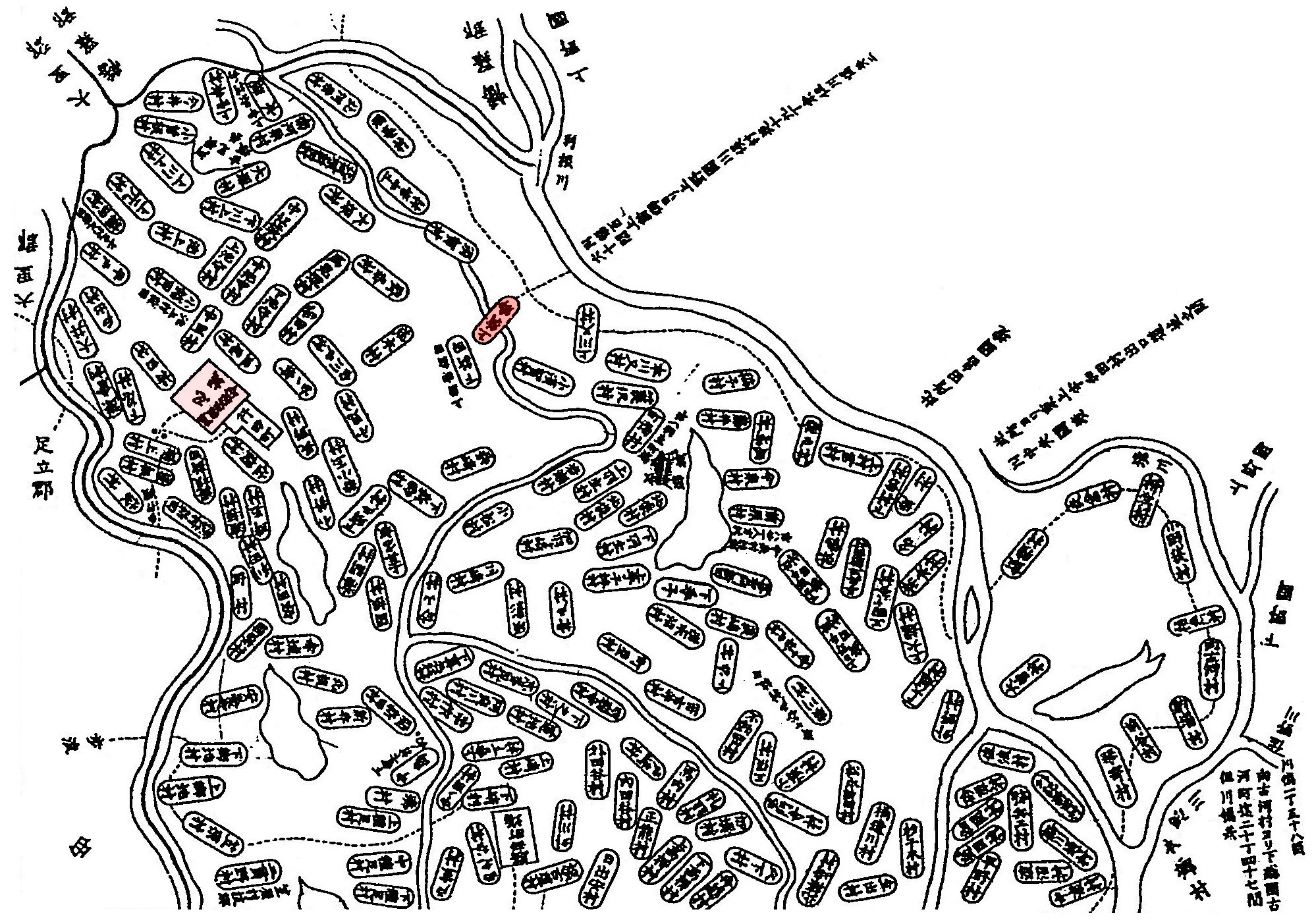
新郷川俣関所が設置された上新郷村と忍城の位置（「元禄年中改定図（埼玉郡）」『新編武蔵風土記稿. 巻之199 埼玉郡之1』）

新郷川俣関所（しんごうかわまたせきしょ）は、武蔵国と下野国の間の利根川堤防上にあった関所である。利根川を越して日光へ通じる日光脇往還にある。現在の埼玉県側が羽生市上新郷、群馬県側が邑楽郡明和村に相当する。新郷川俣関所廃止後、跡地は、利根川改修により河底に位置する。「川俣関所碑」及び新郷川俣関所関連の古文書である「川俣関所関係古文書及び関係用具」は埼玉県の文化財に指定されている。

## 概要
新郷川俣関所は、江戸時代に武蔵国埼玉郡上新郷村と下野国邑楽郡川俣の間の利根川堤防上にあった関所である。現在の埼玉県側が羽生市上新郷、群馬県側が邑楽郡明和村に相当する。中山道熊谷から、忍、川俣にて利根川を渡り、館林、足利、日光への道筋にあり、利根川を越して日光へ通じる日光脇往還（別称、日光裏街道）、利根川筋では江戸から36里で毎月6回の定期便があった。別称には、川俣関所・別所関がある。
関所の管理は慶長15年（1610年）大河内金兵衛、寛永19年（1642年）に忍藩主阿部忠秋となった。文政6年（1823年）松平忠堯となり、明治2年（1868年）に廃関となった。関番士は四人であり、今橋元左衛門、大藤太郎右衛門・佐藤兵衛・石川勘左衛門の四家であった。忍藩には船奉行など役人が定められており、一方代官伊奈氏の管轄に川役がいた。
新郷川俣関所は、利根川筋の渡し場を拠点とした関所の一つで、元和2年（1616年）、徳川家康の死後に、関東河川の定船場（松戸・市川・川俣・房川渡他、16ヶ所）に定め掟書がだされた。利根川筋の定船場を拠点とした関所には、房川渡中田関所、金町松戸関所、小岩市川関所がありこれらは江戸幕府により管理されていたが、新郷川俣関所は忍藩主により管理されていた。
新郷川俣関所の検閲は、他の関所同様に入鉄炮出女の検閲の他、水上往来の監視が行われていた。
現在、関所は明治2年に廃止された。関所跡地は、利根川改修に伴い河床となっている。新郷川俣関所関連の文化財には、「川俣関跡」が記念物（旧跡）として昭和36年9月1日に、「川俣関所関係古文書及び関係用具」一括は有形文化財（古文書）として昭和33年（1958年）3月20日に埼玉県指定文化財となった。

## 新郷川俣関所の設置

### 関所の位置
新郷川俣関所の位置
新郷川俣関所は、武蔵国と下野国の間の利根川堤防上にあった。中山道熊谷から、忍、川俣にて利根川を渡り、館林、足利、日光への道筋にあり、利根川を越して日光へ通じる日光脇往還（別称、日光裏街道）の関所である。埼玉県側が羽生市上新郷、群馬県側が邑楽郡明和村に相当する。
この地は別所河岸とも呼ばれ、江戸まで36里、毎月6回の定期便があった。問屋が別所河岸に2軒、対岸明和村川俣に2軒あった。
関所の呼称
新郷川俣関所は、埼玉県羽生市上新郷村字別所にあった関所であった。
上新郷村から対岸の上野国邑楽郡川俣村への渡船場であったため、呼称は川俣関所・別所関・新郷川俣関所がある。当初「川俣関所」とされたが、幕末には「新郷川俣関所」とされていた。
水害の影響
新郷川俣関所は、利根川の渡し場を拠点におかれていたことから、利根川の水害の影響を受けた。享保9年（1724年）には、利根川の洪水で被害を受け、元文元年（1736年）には、洪水で関所は流出しその後復旧された。
そして、「寛保二年（1742）忍領内寛保二年大水記録（抄）」によると、寛保2年（1742年）7月末からの大雨で大水害が発生し、忍領内でも被害が多発し、川俣関所は、利根川満水により流され、寛保3年10月18日新規立替できなかった。
佐藤家文書によると、寛保水害の際には関所を172間退いて再建したため、通船改が行き届かなくなった。農作業のみで認められた渡船である「作渡し」で営利渡船をしたり、高瀬船の通行の十分な差留めができない状況があった

### 関所の設置
新編武蔵風土記稿の記述
川俣関所は、『新編武蔵風土記稿』の埼玉郡上新郷村の条、御関所によると「利根川堤の外小字別所にあり、其置れし年代を伝えず、木戸門二ヶ所あり、本番所・見張番所備りて、往来の旅人を改む、対岸川俣村に通ふ渡りの番所なれば川俣御関所と云」とある。
渡し場を拠点とした関所

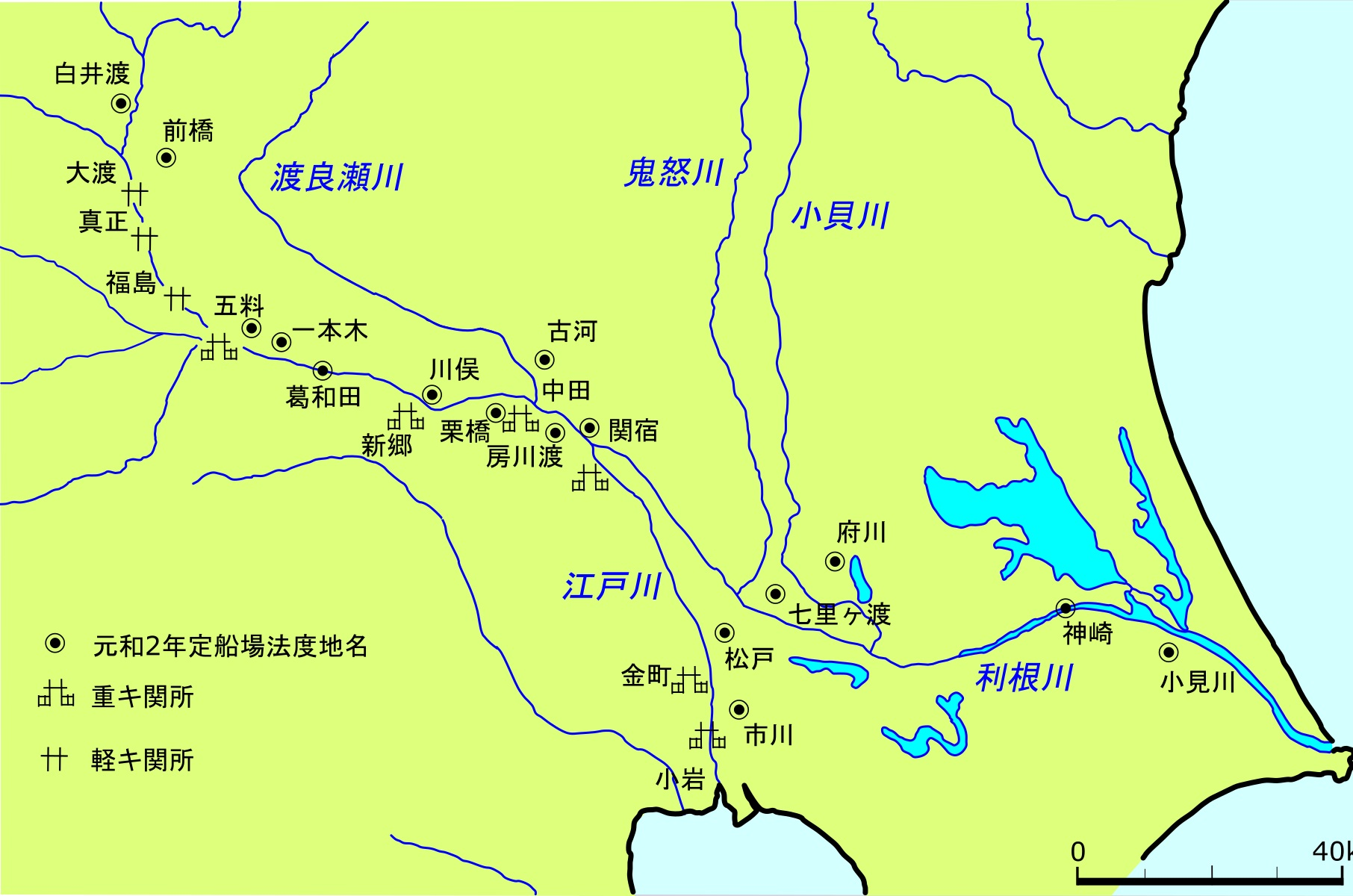
利根川・江戸川筋の関所配置

新郷川俣関所は利根川の渡し場を拠点に築いたものであった。
「御触書寛保集成」によると、幕府は、元和2年（1616年）8月に船渡定を制定した。利根川筋は、川俣を含む16ヶ所の定船場を定め、定船場以外で、夜船通行を原則禁止とし、定船場の渡船は女・鉄炮・不信者の通行に厳しい制限を加えたという
下流にあった利根川の房川渡場に置かれた房川渡中田関所、水戸街道の江戸川の渡し場に置かれた金町松戸関所、その下流の小岩市川関所と同様にその通過を取り締まった。
房川渡中田、金町松戸、小岩市川を管理したのは幕府で代官伊奈氏の支配に属していたが、新郷川俣は忍藩主阿部氏であった。
新郷川俣関所は、「日光社参の時に尾張・紀伊・水戸の御三家が往来する関所であった」。
関所の位置付け
「諸国御関所書付」によると、金町松戸関所は、房川渡中田関所、小岩市川関所、小仏関所、新郷川俣関所に並び重要な関所とされている。

### 関所の管理
慶長15年（1610年）関東村方の奉行大河内金兵衛が管理なった。寛永19年（1642年）には阿部忠秋になった。新郷川俣関所は利根川の水害を受けており、寛保2年（1742年）には利根川満水により関所が流され、寛保3年10月18日新規立替できなかったその後、文政6年（1823年）には松平忠堯の支配となった。そして明治2年に廃関となった。新郷川俣関所の番士は、今橋元左衛門、大藤太郎右衛門・佐藤兵衛・石川勘左衛門の四家であった。また、忍城主より馬廻り役2人足軽5人ずつ加番出張されていた。
佐藤家の由緒書によると、慶長15年（1610年）に川俣関所人改番仰付けられた。他に番所があり、川役という巡邏役人がいて関所の外の利根川の上下を警戒した。川役は伊奈氏の管轄に属し、川筋は上州邑楽郡赤岩村から埼玉郡大越村（現加須市）までを支配した。忍藩には船奉行、船役等川に関する役人が置かれた。

### 関所と道具
関所
「増補忍名所図会」や「新編武蔵風土記稿」によると、「関所には木戸二門・本場所・見張番所」があり、対岸（川俣村）には簡易な番所が設けられた 。「渡守議定書」佐藤家文書によると、上新郷岸は関所取締・渡船に関し優越権を持っていた。
高札場
現在、新郷川俣の高札場（制札場）の写しが保存されている。その内容は以下の通りである。
```
   定
一此関所を通る輩、番所の前にて笠頭巾をぬぐべき事
一乗物にて通る面々は乗物の戸をひらくべし、但　女乗物は番の輩差（指）図にて女に見せ可通之事
一公家・門跡衆・諸大名参向の節は前かどより其沙汰可有之間、不及改之、自然不審の儀あらば可為各別事
右可相守此旨者也　仍執達　如件
   貞享　3年4月　日　　奉行
```

高札場の管理は、忍からの役人及び勘定所によっておこなわれていた。
関所備付の道具
石川家所蔵の「覚書帳」によると関所備え付けの道具が記録されている。それによると、幕、弓五張、鉄砲10挺、長柄、熊手、突棒、さすまた、棒、桃燈、料紙硯箱、屏風、青漆合羽、湯かた、吊り縄、手錠、多いまつ、蝋燭、御船、水溜大桶、水籠、はしご、薬、囚人入置牢屋、囚人入駕籠があった。

## 新郷川俣関所の検閲

### 定船場の掟書き
元和2年（1616年）、『御触書覚保集成』に拠ると、家康の死後に、関東河川の定船場（松戸・市川・川俣・房川渡他、16ヶ所）に定め掟書がだされた。江戸を出る女人と手負いの者は取り締まりを厳重にしていた。

### 水上の往来の監視
新郷川俣関所は水上の往来を監視しており、佐藤家の関所史料には、川俣関所の通過許可を出願した文書があり、その中に、元禄14年（1701年）に稲葉氏の荷物に武具と馬具入れを積んで、利根川を上野川河岸から下総佐倉に廻漕するため、川俣関所の通過を申し出ていたものがある。

### 入鉄炮出女
川俣関所の取締の本体は、他の関所同様に婦女の通過と鉄炮の検閲にあった。関所の通行は厳重で日の出に開門し日没に閉門し、夜中の通行は禁止した。関所通行はその理由を述べればよかったが、夜中の通行は鑑札の提示が必要であった。
婦女、鉄砲携帯者等は手形を必要とした。
「入鉄炮出女」は、江戸に持ち込まれる鉄炮（「入鉄炮」）と、江戸を出る女（「出女」）を取り締まった。入鉄炮は江戸の治安の警備、出女は、「江戸屋敷に人質として置かれた大名の妻女が、領国に脱出するのを防止するためであった」という。
不正通過した者は、関所破りの罪に問われ、磔の極刑となった
川俣関所の改め
『諸国御関所改方之次第　風来書』には、川俣関所の改めについて示されている。
入り鉄炮
新郷川俣関所の鉄炮は関宿の改め方と同様の改め方と同じであった。この関宿関所の改めについては『諸国御関所改方之次第　風来書』に示されている。
新郷川俣関所で、武器改め（弓、鉄砲、槍）は重要な役目であった。
- 弓は三張まで届け「関所ではこれをうけて届け帳面へ書き留めて」通し、四張からは「家来の証文を取り、これを改めて違いがなければ通」した[25]。
- 鉄炮は五挺までは「家来（家老）の証文、六挺から九挺までは御主人の証文で通」し、十挺以上は「御老中様方の御裏印（・・中略・・）御証文で通」した。大筒は一艇から御老中の御裏印御証文を必要とし、「二〇目以上は大筒として取り扱」われていた[25]。
- 槍は「三筋までは届け、四筋からは証文を取」った[25]。
- 具足は「一領までは届け、二領からは証文」を取っていた[25]。

## 関所の廃止と史跡指定
関所の廃止

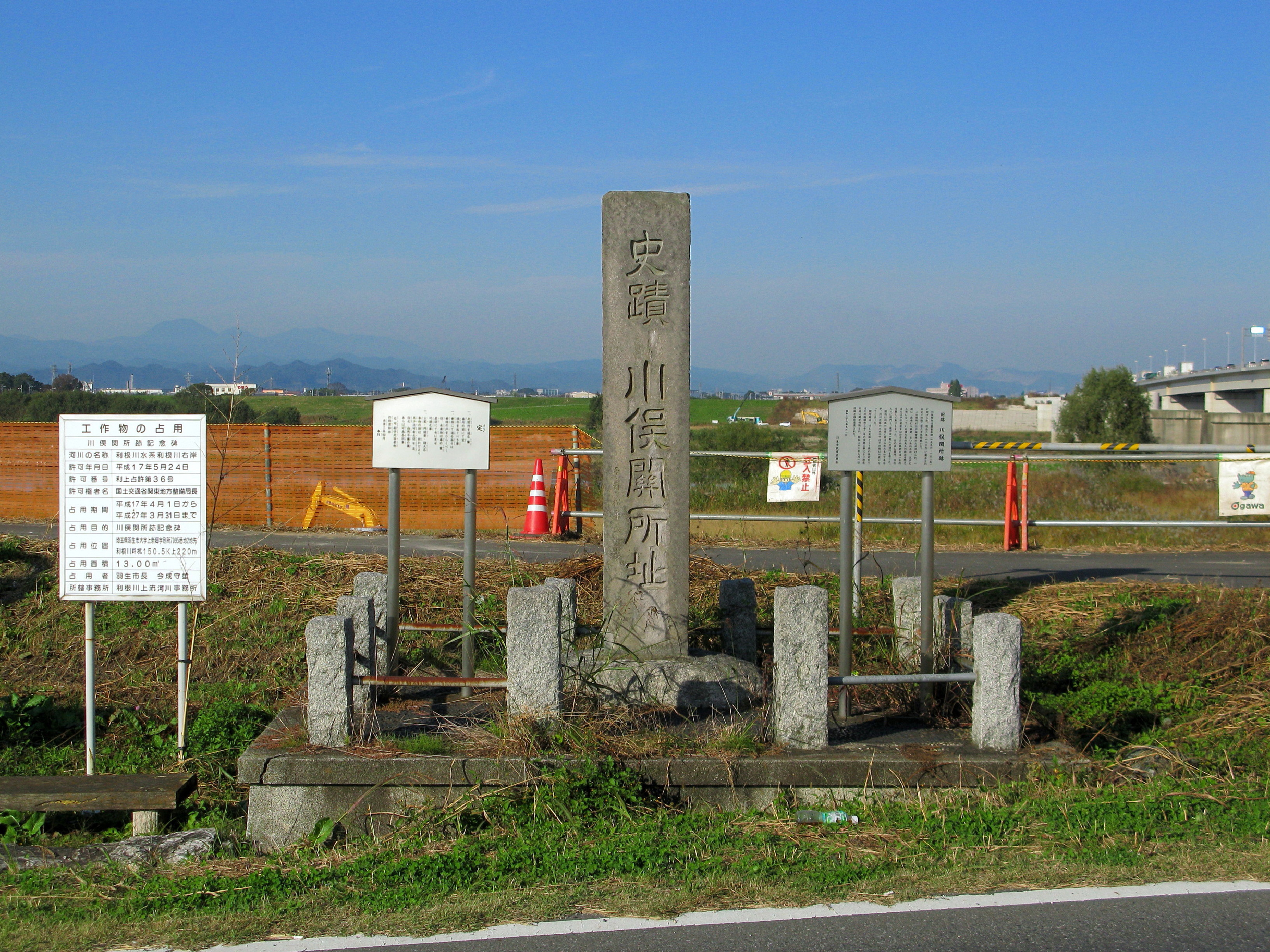
川俣関所址

明治2年には、関所が廃止された。新郷川俣関所廃止後、跡地は利根川改修により河底に位置する。新郷川俣関所の跡地近隣には「川俣関所址」という碑がたっている。柵内の立て札によると川俣関所の位置について「利根川沿岸につくられたものだが、河川改修のため番所跡も今は河底になって」いると記されている。
新郷川俣関所関連の文化財
「川俣関所跡」は記念物（旧跡）として昭和36年9月1日に埼玉県の指定文化財となった。

「川俣関所関係古文書及び関係用具」一括は有形文化財（古文書）として昭和33年3月20日に埼玉県指定文化財となった。その内容は「御条目、覚書、新郷川俣御関所日記、御関所御手形寄帳、印鑑届などの関係文書、制札、番士の武装衣、鉄砲、三つ道具、手形などの関係道具」である。